# Alex Kipchirchir
Alex Kipchirchir, Alex Kipchirchir Rono, né le 26 novembre 1984 à Sergoit, est un athlète kenyan, évoluant sur demi-fond.

## Biographie
Pratiquant le basket-ball et le football, ce n'est qu'en décembre 2001 qu'il se destine à l'athlétisme, après avoir été convaincu par Moses Tanui de devenir coureur. 
Sa carrière débute rapidement. Quelques mois plus tard, pour sa première compétition hors du Kenya, il remporte le titre mondial junior du 800 mètres. Puis, en 2005, il est sélectionné pour les Championnats du monde 2005 à Helsinki. Il termine à la 7e place du 1 500 mètres.
L'année 2006 débute par une médaille d'or aux Jeux du Commonwealth de 2006 à Melbourne sur le 800 mètres. Durant l'été, il remporte deux nouveaux titres avec les médailles d'or du 800 et du 1 500 mètres lors des Championnats d'Afrique d'athlétisme 2006 qui se déroule sur l'île Maurice.

## Palmarès

### Championnats du monde d'athlétisme
- Championnats du monde 2005 à Helsinki ( Finlande)
  - 7e sur 1 500 m

### Championnats du monde junior d'athlétisme
- Championnats du monde junior d'athlétisme de 2002 à Kingston ( Jamaïque)
  -  Médaille d'or sur 800 m

### Championnats d'Afrique d'athlétisme
- Championnats d'Afrique d'athlétisme 2006 à l'île Maurice
  -  Médaille d'or sur 800 m
  -  Médaille d'or sur 1 500 m

### Jeux du Commonwealth
- Jeux du Commonwealth de 2006 à Melbourne ( Australie)
  -  Médaille d'or sur 800 m

### Record du monde
- record du monde junior du mile en 2004 à Rome